# Teofilo III di Alessandria
Papa Teofilo Pankostas (in greco Θεόφιλος Παγκώστας; Patmo, 1764 – Patmo, 24 gennaio 1833), è stato papa e patriarca greco-ortodosso di Alessandria e di tutta l'Africa tra il 1805 e il 1825.
Era originario di Patmo e nipote del patriarca Partenio II, al quale successe sul trono di Alessandria.  Supportò l'immigrazione dei greci in Egitto, col beneplacito del riformatore Mohammed Ali.  Nel 1818 si ammalò e si ritirò sull'isola di Patmo per riprendersi; lì venne iniziato alla Filikí Etería.  Con l'arrivo della rivoluzione greca, Teofilo rientrò a Patmo e vi rimase per la durata dei conflitti nella nazione.  Il 14 ottobre 1825 il patriarca ecumenico Crisanto, su pressione del governo ottomano, riunì un sinodo a Costantinopoli e sospese Teofilo dall'incarico per la sua lunga assenza dalla sede patriarcale.  Teofilo morì a Patmo il 24 gennaio 1833.